# Municipio de Ruiz
El municipio de Ruíz es un municipio del Estado de Nayarit, México. Tiene una superficie de 371.3 km². Limita al norte con Rosamorada y Del Nayar, al Este y Sur con El Nayar, al sur con Santiago Ixcuintla, y; al oeste con el municipio de Tuxpan.

## Ubicación
El municipio de Ruíz se localiza en la región norte-central del estado de Nayarit, entre las coordenadas geográficas extremas; 22° 10' al 21° 52' de latitud norte y 104° 47' al 105° 14' de longitud oeste. A una mediana altura de 20 metros sobre el nivel del mar (m s. n. m.). Limita al norte con los municipios de Rosamorada y El Nayar; al sur con los municipios de El Nayar y Santiago Ixcuintla; al oeste con los municipios de Santiago Ixcuintla, Tuxpan y Rosamorada y al este con el municipio de El Nayar.

## Clima
El clima en el municipio es templado lluvioso y subhúmedo, con un régimen de lluvias de junio a septiembre que fluctúa entre los 979 mm y 2,170 mm de precipitación. Está libre de heladas y los vientos moderados, que generalmente corren del noroeste al suroeste, son de poca intensidad.

## Hidrografía
El municipio forma parte de una de las cuencas hidrológicas más importantes del estado, por él cruza el río San Pedro con un caudal anual de 3,036 metros cúbicos por segundo, el cual nace en el estado de Durango con el nombre de El Mezquital. El río San Pedro sirve como línea divisora entre los municipios de Ruiz, Rosamorada y Tuxpan, y drena una superficie de 38,440 hectáreas. Cuenta con dos presas de bajo caudal y arroyos importantes que son afluentes del río San Pedro, a saber: El Tenamache, El Zopilote y El Naranjo.

## Toponimia
El Municipio recibe el nombre en honor al General Mariano Ruiz Montañés (1846-1932), último jefe político del porfiriato y de armas del territorio de Tepic, que vivió y guarneció la población hasta 1911.
En cuanto a su escudo el pergamino lleva el nombre de Ruiz, el fondo naranja encarna el color del sol que anuncia el nacimiento de un nuevo día. Las manos muestran el mineral que ofrece la parte serrana del Municipio. La vara con listón es de colores recibe el nombre de "vara del poder" y simboliza el Gobierno y la justicia. El maíz y las hojas de tabaco representan alguno de los productos que se cosechan en la región. El Cerro de la cruz simboliza la grandeza de Ruiz y el puente del ferrocarril la obra del hombre. El río San Pedro representa el caudal de vida que da la naturaleza. Las figuras que rodean al escudo simbolizan las 21 localidades que conforman al Municipio.

## Extensión
Su extensión territorial es de 900 kilómetros cuadrados, que representa el 3.29 % de la superficie total del estado. Se encuentra en el undécimo lugar en cuanto a extensión.

## Historia
Durante la época prehispánica fue un asentamiento de grupos Coras cuya localidad más importante era Ixcatán perteneciente a la jurisdicción del reino de Sentispac, mantuvo relación con los pueblos de Coamiles y Ayothoxpan. 
(El Territorio Cora abarca todo el municipio de Ruiz Costa y Sierra.)
En 1530 Nuño Beltrán de Guzmán salió de la Ciudad de México con un gran ejército, con el cual logró la conquista de estas poblaciones en 1531.
De 1531 a 1620 ocurrió una gran catástrofe; de cada diez personas ocho murieron por la guerra, hambre, trabajo excesivo y epidemias por enfermedades procedentes de Europa. La existencia de grandes desigualdades dio lugar a que en 1910 estallara el movimiento revolucionario en el latifundio de San Lorenzo, dependiente de la hacienda de Pozo de Ibarra.
En 1913, los pueblos de la región, al mando de Martín Espinoza, se levantaron en armas en contra del Huertismo. Con la introducción del ferrocarril en 1909, se inició el desarrollo, pero fue hasta 1921 cuando floreció completamente.
El 5 de febrero de 1917 se estableció la división Municipal, quedando la estación Ruiz agregada y dependiente de la cabecera Municipal de Santiago Ixcuintla.
Antiguamente, Ruiz comprendió parte del viejo latifundio de "San Lorenzo y anexos" llamado "Achota" que era un rancho de ordeña. Posteriormente, se le llamó "Paso de los Limones" y creció aceleradamente debido al comercio y a la construcción del ferrocarril.
El 16 de marzo de 1924 se le otorgó la categoría de pueblo y el 15 de marzo de 1940 se erigió como el Municipio número 19 del Estado.